# آلفرد کرت هدون

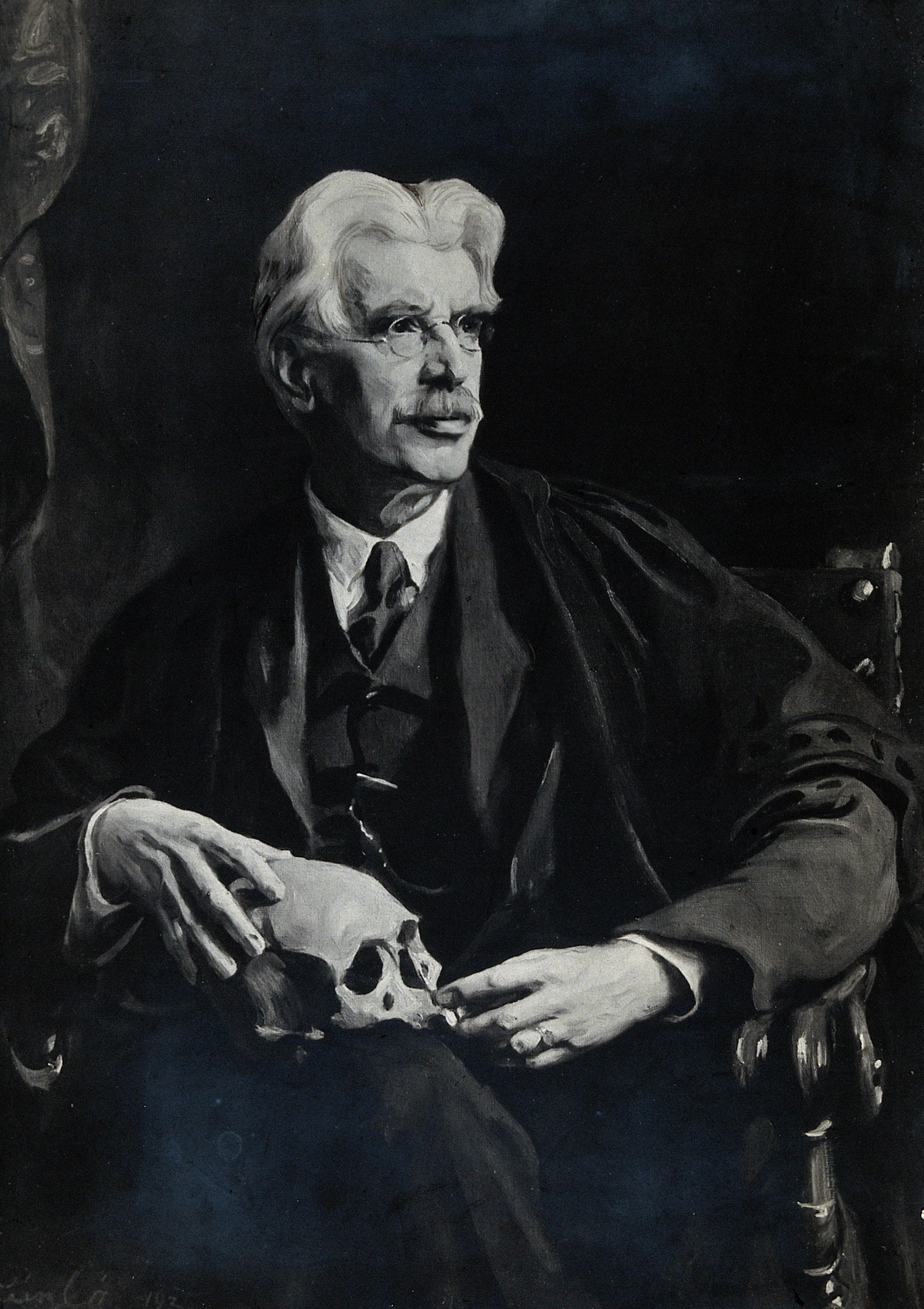
در حال ویرایش آلفرد کرت هدون

آلفرد کرت هدون(به انگلیسی: Alfred Cort Haddon)(زادهٔ ۲۴ مهٔ ۱۸۵۵- مرگ ۲۰ آوریل ۱۹۴۰) مردم‌شناس و نژادشناس اثرگذار بریتانیایی بود.
او در اصل یک زیست‌شناس بود. بیشتر دستاوردهای ارزشمند او نتیجهٔ همکاریش با کسانی چون چارلز گابریل سلیگمن و دبلیواچ‌ای ریورس در جزایر تنگه تورس بود. او همچنین با کرولین فرنس جین مردم‌شناس آمریکایی نیز همکاری داشت.